# 両唇接近音
両唇接近音（りょうしん せっきんおん）とは子音の分類の一つ。下唇と上唇が接近することで作られた隙間から生じる音。国際音声記号で[β̞]と記述される。[  ̞ ]は下寄りを示す補助記号である。

## 特徴
- 気流の起こし手 - 肺臓気流機構。
- 発声 - 声帯の振動を伴う有声音。
- 調音
  - 調音位置 - 上唇と下唇による両唇音。
  - 調音方法
    - 口腔内の気流 - 区別なし。
    - 調音器官の接近度 - 摩擦が生じるほどではない狭めから生じる接近音。
    - 口蓋帆の位置 - 口蓋帆を持ち上げて鼻腔への通路を塞いだ口音。

## 言語例
- スペイン語
- 日本語 - わの子音[1]。なお、日本語では無声両唇摩擦音[ɸ]が、ハ行転呼の現象によって両唇接近音に変化した。